# Katja Hartmann
Katja Hartmann es una deportista representante de la República Democrática Alemana que compitió en natación. Fue subcampeona mundial en 800 metros libres y campeona mundial en 4x200 metros libres (tras nadar las series eliminatorias) en el Campeonato Mundial de Natación de 1986.

## Palmarés internacional
| Campeonato Mundial de Natación | Campeonato Mundial de Natación | Campeonato Mundial de Natación | Campeonato Mundial de Natación |
| Año                            | Lugar                          | Medalla                        | Prueba                         |
| ------------------------------ | ------------------------------ | ------------------------------ | ------------------------------ |
| 1986                           | Madrid (España)                | Medalla de plata               | 800 m libre                    |
| 1986                           | Madrid (España)                | Medalla de oro                 | 4 × 200 m libres               |